# Route départementale 4 (Alpes-de-Haute-Provence)
Pour les articles homonymes, voir Route départementale 4.
La route départementale 4, ou RD 4, est située dans le département des Alpes-de-Haute-Provence, elle relie Curbans à Gréoux-les-Bains en suivant la rive gauche de la Durance.

## Tracé de Curbans à Gréoux-les-Bains
- Curbans
- Claret
- Thèze
- Sigoyer
- Vaumeilh
- Valernes
- Sisteron via la D1085
- Entrepierres
- Salignac
- Volonne
- L'Escale
- Malijai
- Les Mées
- Valensole
- Gréoux-les-Bains